# Abicu
Abicu (em iorubá: Àbíkú), na religião iorubá, é a criança que terá passagem curta pela terra, ou seja, não viverá por muitos anos.

## História
Nas religiões afro-brasileiras existe ainda uma explicação que diz: os abicus, se constituem numa sociedade de espíritos, onde a regra é vir à Terra (encarnar) mas viver apenas por um curto período. Sabe-se que antes de encarnar o espírito se compromete com a comunidade dos abicus, à qual pertence, de voltar o mais rápido possível, estabelecendo inclusive, data e hora. Existem ebós para quebrar esse pacto do espírito com a sociedade dos abicus, permitindo assim, que o espírito viva por mais tempo na terra.
Na terra dos iorubás, acredita-se que quando nasce um abicu significa que a família tem dívidas espirituais a pagar; por isso o nascimento de uma criança que necessitará de muitos cuidados espirituais para evitar sua morte prematura — o que sempre é um sofrimento para os pais. Assim como o nascimento de gêmeos, Ibeji é uma grande honra e uma grande alegria para a família, o nascimento de um abicu é sinal de problemas e de preocupações.
Esses espíritos pertencem ao ebê abicu e não a um ebê da terra. Por isso sua forte ligação com o orum e sua necessidade de sempre tentar voltar ao seu ebê, o que pode causar a morte prematura da criança entre o primeiro e o nono ano de vida.
Homens e mulheres podem carregar o carma de perderem os filhos antes do tempo. Mulheres que perdem os filhos no parto, recém nascidos ou até os nove anos, também são consideradas abicus, assim como aquelas que sofrem abortos espontâneos ou morrem ao dar à luz. A ação do abicu ocorre por determinação do destino da mãe, ou por força de magia/feitiçaria, ou por condições acidentais, como por uma mulher grávida que não tenha tomado os necessários cuidados para evitar isso. Existe a crença de que uma mulher grávida, ao passar por determinados locais em que s abicus se estabelecem, se não estiver devidamente protegida, pode ver-se invadida por este espírito e tornar-se sujeita à gravidez de um abicu. Por isso cuidados especiais são tomados por todas as mulheres gestantes e devotas das religiões afro: Tão logo tenham consciência do estado de gravidez, elas carreguem junto a barriga um ota, um amuleto da sorte, devidamente preparado, benzido e batizado, para evitar essa invasão por parte de um espírito Elebê. Sacrifícios, oferendas e rezas são feitas também em nome da mãe para este espírito, com o objetivo de evitar que uma mulher tenha filhos abicus ou que, grávida, venha a ser invadida por um deles.
A ocorrência de filhos abicus numa mãe invariavelmente repete uma história familiar que podemos reconhecer procurando os seus antecedentes. Ou seja, podemos procurar nos antecedentes familiares da mãe para constatar, invariavelmente, que este abicu vem se fazendo presente na família, geração após geração, em linha direta ou não, como por exemplo, a perda de filhos desde sua tataravó até a geração atual, pulando gerações ou se manifestando em linhagem direta.
Alguns Odú, ou seja, santos que regem o homem ou a mulher, desde o nascimento, predispõem a ocorrência do espírito elebê se manifestar numa gestação/nascimento de um filho. Assim, temos homens e mulheres regidos pelo Odu Ogundabedê - Ogundá + Obê, que são naturalmente predispostas a reproduzirem filhos abicus e, identificados, quando ainda não são pais, oferendas são realizadas e alimentos são dados a estes espíritos para prevenir a ocorrência da morte do filho. Ebó igualmente é feito nas situações em que já geraram filhos ou planejam gerar – um preá é colocado acima da porta de entrada da casa e um peixe acima da porta de trás, para proteger os moradores da visita dos elebês que ali vêm em busca de seus companheiros. Neste caso, deixam de ter acesso ao interior da casa e levarão, no lugar da pessoa que vieram buscar, o preá e o peixe. Um Orim Ebê, cantiga dedicada a Arabô ou Erê Ibo, Orixá protetor das crianças abicus, é responsável por ensinamentos desse Ebó. A partir do nascimento da criança, ela será tratada com rituais e oferendas ao longo de sua existência, para prevenir sua morte prematura/repentina.